# 小行星6606
小行星6606（6606 Makino）是一颗围绕太阳公转的小行星。1990年10月16日，關勉在藝西天文台发现了此天体。
該小行星以日本植物學家牧野富太郎命名。
这颗小行星的绝对星等为112.91054等。